# Paragem de Britelo
A Paragem de Britelo foi uma gare da Linha do Tâmega, que servia a povoação de Britelo, no concelho de Celorico de Basto, em Portugal.

## História

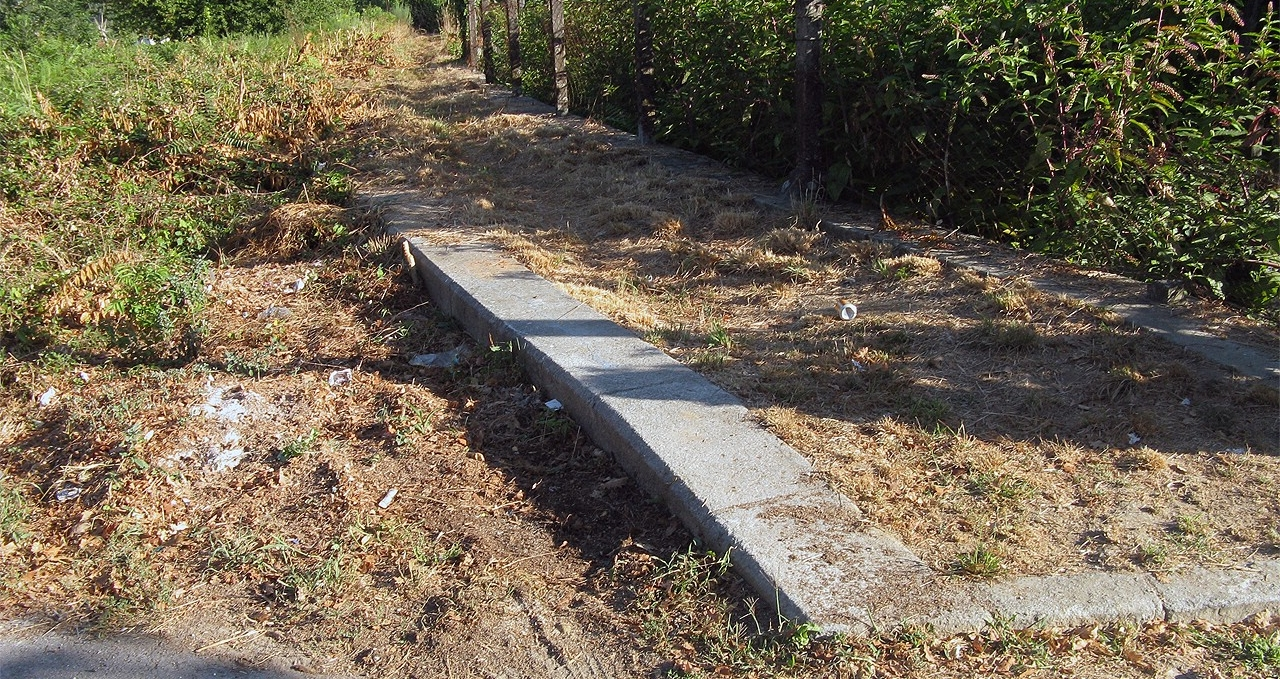
Antiga plataforma da paragem de Britelo, em 2009.

Esta interface situava-se no troço entre as estações de Celorico de Basto e Arco de Baúlhe, que foi inaugurado em 15 de Janeiro de 1949, pela Companhia dos Caminhos de Ferro Portugueses.
Devido ao reduzido movimento, o lanço entre Arco de Baúlhe e Amarante foi encerrado ao serviço em 2 de Janeiro de 1990, pela empresa Caminhos de Ferro Portugueses.